# 阿部重孝

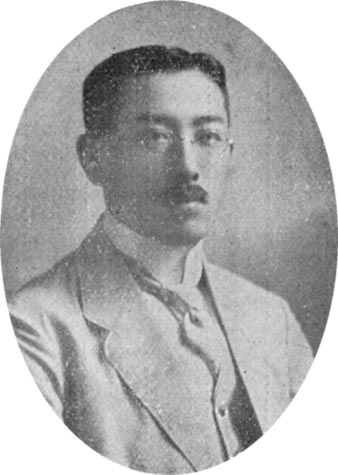
阿部重孝

阿部 重孝（あべ しげたか、1890年2月11日 - 1939年6月5日）は、日本の教育学者。新潟県生まれ。
旧制長岡中学、旧制一高を経て、1913年東京帝国大学文科大学教育学科を卒業。1919年文学部教育学講座助教授、1934年教授に就任。専門は教育制度および教育行政。教育学研究室教育思潮研究会の基礎を作った。海外教育思潮の研究者兼紹介者。制度の分析に関しては、国を代表する第一人者の立場にあった。六・三・三制（6・3制）への移行を唱えた。アメリカ教育制度を研究し、ロシア教育学における心理学応用を紹介した。教育科学という術語の普及をはかった一人でもある。晩年には、教育研究会を組織し、これは1937年5月教育改革同志会に発展、同年6月の教育制度改革案の作成を主導した。墓所は多磨霊園。

## 論文
- 「学制改革問題」1931年
- 「学科過程論」1932年
- 「教育財政」1933年
- 「教育研究法」1933年
- 「敎育科檢定試驗問題の分析」1933年[5]

## 著書
- 『藝術教育』教育研究會、1922年
- 『ドルトン案の教育』教育研究會、1923年
- 『小さい敎育學』廣文堂、1927年
- 『敎育學』春秋社・春秋文庫、1929年
- 『歐米學校教育發達史』目黒書店、1930年
- 『學校敎育論』敎育研究會、1930年
- 『昭和十二年度教育学槪論』東京プリント刊行会、1936-37年
- 『新興日本の教育』日本青年館、1937年
- 『教育改革論』岩波書店、1937年
- 『敎育制度』帝国敎育会第七回世界敎育會議日本事務局、1937年
- 『阿部重孝著作集』全8巻（伊ケ崎暁生、寺崎昌男共編）日本図書センター、1983年

：共著
- 『現代文化と教育』（厨川白村、深田康算、上野陽一、沢柳政太郎、入沢宗寿共著）民友社、1924年

：共編著
- 『教育学辞典』第1-5巻　編　岩波書店　1936-40年（のうち生前編集部分に参加）

## 訳編書
- 『モイマン実験教育学綱要』（上野陽一と共編）大日本図書、1919年

## 参加シンポジウム（誌上討論）
- 「小学校教育の問題シムポジウム」（岩波講座『教育科学』13所収）1932年
- 「中学校教育の問題シムポジウム」（岩波講座『教育科学』15所収）1932年